# غواصة إس إم يو-41
إس إم يو-41 (بالإنجليزية: SM U-41)‏ كانت واحدة من 329 غواصة حربية كانت تابعة للبحرية الإمبراطورية الألمانية خلال الحرب العالمية الأولى.